# Hans A. Rolsted
Hans Aage Rolsted, född 20 maj 1884 i Köpenhamn, död 24 maj 1966, var en dansk arméofficer. Han var den danska regeringens förhandlare med den tyska militären från 1941 tills samarbetspolitiken kollapsade i juni 1943, varefter han internerades 1943.

## Biografi
Hans Rolsted var son till rektor E.V. Rolsted och dennes hustru Clara F. Pedersen. Han blev förste artillerilöjtnant 1905 i Frankrike för att studera franska, bland annat vid universitetet i Grenoble 1908, den äldsta klassartillerikursen av officersskolan, artilleriteknikkursen och generalstaben 1909–1913, blev kapten 1918 och batterichef vid 4:e artilleridivisionen, adjutant hos inspektörsgeneralen för artilleri, skolofficer vid arméofficerens skola, generalstabens kapten 1928 samt chef för generalstabsdistriktet. Han tjänstgjorde i den norska armén 1920 och i den franska armén 1927, inspekterade den franska taktiska artillerihögskolan i Metz, blev överstelöjtnant och befälhavare för 1:a artilleridivisionen 1930, överstelöjtnant i generalstaben och stabschef för Den själländska divisionen 1932, deltog i de svenska arméövningarna 1935, blev överste i generalstaben 1936, befälhavare för 1:a fältartilleriregementet det året, tjänstgjorde vid Norges fältartilleriregemente nr 2 och deltog i de norska vinterövningarna 1937, blev generalinspektör för artilleriet 1938 och generalmajor och befälhavare för Själlands division 1939. Han var överbefälhavare från 1941 till 1945, blev inspektör för artilleriet 1945, militärattaché vid danska ambassaden i Stockholm samma år och på ambassaden i Oslo från 1946. Han avgick 1949.
Rolsted var lärare i specialklassen på officersskolan 1923–1939, inklusive en allmän personalkurs i taktik, trupp, strategi och allmän personalservice; styrelseordförande i War Science Society 1941–1945, medgrundare av Danish Artillery Journal 1914; hedersmedlem i FeltartilleriForeningen och Fästningsartilleriförbundet. Han tilldelades Det Klubienske Mindelegat (legat till minne av Ludvig Klubien) 1938 och var befälhavare av 1:a graden av Dannebrogorden och Dannebrogsmand.
Han skrev följande militära läroböcker: Army Organization Part 1 (1924), Part 2 (1926), Artillery Combat (1928), General Staff Service in Part 1 (1933), Landing Operations (1936) och många avhandlingar inom militär facklitteratur.
Han gifte sig den 8 juli 1915 med Gerda R., (född 6 mars 1889 i Fredericia), dotter till veterinären Niels Ousen (död 1899) och hustrun Alfrede f. Møller (död 1923).

## Inom populärkulturen
Hans A. Rolsted är tillgänglig som en rådgivare i det populära strategispelet Hearts of Iron IV publicerat av det svenska spelföretaget Paradox interactive. 